# Майерлинг (балет)
Майерлинг — неоклассический балет Кеннета Макмиллана на музыку произведений Ференца Листа. В 1992 году Макмиллан скончался за кулисами Королевского театра Ковент-Гарден во время представления возобновлённой постановки «Майерлинга».

## Постановки
Первая постановка «Майерлинга» состоялась 14 февраля 1978 года в Королевском театре в Лондоне. Он был поставлен известным британским хореографом Кеннетом Макмилланом по сценарию Джиллиан Фриман Музыка для балета была взята из произведений Ференца Листа в обработке и оркестровке Джона Ланчбери, который был дирижёром оркестра в течение первого года постановки. Балет был посвящён основателю Королевского балета Фредерику Аштону. Впоследствии балет в Королевском театре был восстановлен больше десяти раз.
В 1983 году «Майерлинг» был поставлен Королевским балетом в театре Метрополитен-опера.

## Действующие лица
- Рудольф — кронпринц Австро-Венгрии
- Мария Вечера — любовница Рудольфа
- Принцесса Стефания — жена Рудольфа
- Император Франц-Иосиф — император Австро-Венгрии, отец Рудольфа
- Императрица Элизабет — императрица Австро-Венгрии, мать Рудольфа
- Графиня Мария Лариш — кузина Рудольфа, фрейлина императрицы Элизабет
- Эрцгерцогиня София — мать императора Франца-Иосифа
- Братфиш — кучер Рудольфа
- Мицци Каспар — хозяйка борделя, любовница Рудольфа
- Полковник Бэй Миддлтон — любовник императрицы Элизабет
- Катарина Шратт — актриса, любовница императора Франца-Иосифа
- Граф Эдуард Тааффе — премьер-министр в правительстве императора
- Граф Хойош — друг Рудольфа
- Принцесса Луиза — сестра принцессы Стефании
- Принц Филипп Кобургский — муж принцессы Луизы